# Лили Иванова и Асен Гаргов – ВТА 11077
Дългосвиреща плоча с каталожен номер ВТА 11077 е дуетна на Лили Иванова и Асен Гаргов, издадена от „Балкантон“ през 1983 г. За заглавие на албума в официалния сайт на Лили Иванова е посочено името на първата песен от плочата „Сърцето те избра“, тъй като нерядко плочите от въпросния период не съдържат недвусмислено заглавие на албум, а само името на изпълнителя. Освен на плоча, „Балкантон“ издава песните и на аудиокасета – „Лили Иванова и Асен Гаргов – ВТМС 7046“, през 1983 г.

## Екип
- Записите са направени в студио „Балкантон“ с ФСБ.
- Тонрежисьори: Деян Тимнев и Васил Стефанов
- Тонинженери: Момчил Момчилов и Николай Христов
- Тоноператори: Александър Савелиев и Борис Чакъров